# Wisconsin Windigo
Wisconsin Windigo är ett amerikanskt juniorishockeylag som spelar i North American Hockey League (NAHL) sedan 2022 efter att Minnesota Magicians blev flyttad från Richfield i Minnesota. Laget spelar sina hemmamatcher i inomhusarenan Eagle River Stadium, som har en publikkapacitet på 2 000 åskådare, i Eagle River i Wisconsin. Windigo har ännu inte vunnit någon Robertson Cup, som delas ut till det lag som vinner NAHL:s slutspel.
Laget har ännu inte fostrat någon nämnvärd spelare.